# جاك هانت
جاك هانت (بالإنجليزية: Jack Hunt) (6 ديسمبر 1990 في المملكة المتحدة - ) هو لاعب كرة قدم بريطاني في مركز الدفاع. لعب مع شيفيلد وينزداي وكريستال بالاس ونادي بارنسلي ونادي روذرهام يونايتد ونوتينغهام فورست وهدرسفيلد تاون ونادي تشيسترفيلد وغرايز أتلاتيك ‏.

## وصلات خارجية
- جاك هانت على موقع قاعدة بيانات كرة القدم.إي يو (الإنجليزية)
- جاك هانت على موقع Soccerbase.com (لاعب) (الإنجليزية)
- جاك هانت على موقع Soccerway.com (الإنجليزية)
- جاك هانت على موقع عالم كرة القدم.نت (الإنجليزية)
- جاك هانت على موقع AS.com (الإسبانية)